# Niphates hispida
Niphates hispida är en svampdjursart som beskrevs av Desqueyroux-Faúndez 1984. Niphates hispida ingår i släktet Niphates och familjen Niphatidae.
Artens utbredningsområde är Nya Kaledonien. Inga underarter finns listade i Catalogue of Life.